# Reprezentacja Wielkiej Brytanii w Pucharze Gordona Bennetta
W zawodach balonów wolnych o Puchar Gordona Bennetta poszczególne kraje mogą reprezentować maksymalnie trzy zespoły składające się z dwóch osób. Po raz pierwszy udział załogi z Wielkiej Brytanii miał miejsce podczas I zawodów rozegranych w 1906 roku.

## Wyniki
Osiągnięcia drużyn w poszczególnych zawodach pucharu
UWAGA:
Oznaczenie rekordu długości lotu oraz czasu przelotu zaznaczone jest następująco:
| REKORD |

### 1906-1939
| Edycja zawodów | Data       | Miejsce zawodów                 | Lokata | Załoga                                              | Balon          | Czas lotu [h] | Odległość [km] |
| -------------- | ---------- | ------------------------------- | ------ | --------------------------------------------------- | -------------- | ------------- | -------------- |
| I              | 30.09.1906 | Paryż (Francja)                 | 3      | Charles Stewart Rolls, Colonel John Edward Capper   | Britannia      | 26,28         | 461,00         |
| I              | 30.09.1906 | Paryż (Francja)                 | 7      | Prof. Alfred K. Huntington, Charles E. Pollock      | Zephyr         | 18:54         | 306,00         |
| I              | 30.09.1906 | Paryż (Francja)                 | 11     | Frank Heolges Butler, Percival Spencer              | City of London | 06:40         | 175,00         |
| II             | 21.10.1907 | Saint Louis (Stany Zjednoczone) | 9      | Griffith Brewer, Claude Brabazon                    |                | 24:40         | 577,97         |
| III            | 11.10.1908 | Berlin (Niemcy)                 | 2      | John Dunville, C. F. Pollock                        |                | 36:53         | 428,75         |
| III            | 11.10.1908 | Berlin (Niemcy)                 | 15     | Griffith Brewer, Franc K. McClean                   |                | 29:01         | 275,00         |
| III            | 11.10.1908 | Berlin (Niemcy)                 | 18     | A. K. Huntingdon, Claude Brabazon                   |                | 20:10         | 118,00         |
| IV             | 03.10.1909 | Zurych (Szwajcaria)             | 15     | Franc K. McClean, A. M. Singer                      | The Planet     | 18:28         | 604,90         |
| VII            | 27.10.1912 | Stuttgart (Niemcy)              | 8      | Jean de Francia, M. Pierron                         | Honeymoon      | 41:06         | 1253,00        |
| VIII           | 12.10.1913 | Paryż (Francja)                 | 11     | Jean de Francia, Welby-Jourdan                      |                |               | 377,00         |
| VIII           | 12.10.1913 | Paryż (Francja)                 | 14     | John Dunville, Corbet                               |                |               | 362,00         |
| X              | 18.09.1921 | Bruksela (Belgia)               | 2      | Arthur Charles Spencer, Harold Ernest Allen         | Margaret       |               | 667,50         |
| X              | 18.09.1921 | Bruksela (Belgia)               | 4      | Frederick Alfred Baldwin, Dunville                  | Banshee        |               | 661,00         |
| XI             | 06.08.1922 | Genewa (Szwajcaria)             | 14     | Harold Ernest Allen, Arthur Charles Spencer         | Margaret       | 16:15         | 459,40         |
| XI             | 06.08.1922 | Genewa (Szwajcaria)             | 16     | Griffith Brewer, Claude Brabazon                    | Bee            | 12:36         | 217,50         |
| XII            | 23.09.1923 | Bruksela (Belgia)               | 7      | John Dunville, R. L. Dunville                       | Banshee III    |               | 139,00         |
| XII            | 23.09.1923 | Bruksela (Belgia)               | -      | Capt. Persival Spencer, John Berry                  | Margaret       |               | 875,00         |
| XIII           | 15.06.1924 | Bruksela (Belgia)               | 7      | kpt. Percival Green Spencer, John Berry             | Margaret       | 21:45         | 256,00         |
| XIII           | 15.06.1924 | Bruksela (Belgia)               | 11     | Frederick Walker Baldwin, Lord. Grosvenor           | Banshee III    | 23:20         | 212,00         |
| XIV            | 07.06.1925 | Bruksela (Belgia)               | 8      | lt. col. John D. Dunville, Frederick Walker Baldwin | Banshee III    |               | 465,00         |
| XIV            | 07.06.1925 | Bruksela (Belgia)               | 9      | kpt. Percival Green Spencer, John Berry             | Miramar        |               | 463,00         |
| XIV            | 07.06.1925 | Bruksela (Belgia)               | 14     | capt. J.F. Johson, capt. Dongall                    | Elsie          |               | 197,50         |
| XV             | 30.05.1926 | Antwerpia (Belgia)              | 5      | kpt. Percival Spencer, C. W. Berry                  | Miramar        |               | 169,00         |
| XV             | 30.05.1926 | Antwerpia (Belgia)              | 9      | mjr Baldwin, R. L. Dunville                         | Banshee III    |               | 93,00          |
| XV             | 30.05.1926 | Antwerpia (Belgia)              | 10     | Cpt. G. F. Maeger, M. H. Steff                      | Bee            |               | 69,00          |
| XVI            | 10.09.1927 | Detroit (USA)                   | 14     | Cpt. G.F. Maeger, SqLd. R.S.Booth                   | Bee            |               | 724,00         |

### od 1983
| Edycja zawodów | Data       | Miejsce zawodów                 | Lokata | Załoga                                     | Balon                 | Czas lotu [h]                                  | Odległość [km]                                 |
| -------------- | ---------- | ------------------------------- | ------ | ------------------------------------------ | --------------------- | ---------------------------------------------- | ---------------------------------------------- |
| 27             | 26.06.1983 | Paryż (Francja)                 | 10     | Jonathan Harris, N. Bosanquet              |                       |                                                | 58,00                                          |
| 36             | 19.09.1992 | Stuttgart (Niemcy)              | 12     | Jonathan Harris, Andrew Wilkinson          |                       | 23:03                                          | 514,96                                         |
| 38             | 18.09.1994 | Lech (Austria)                  | 14     | Nick Bosanquet, Andrew Wilkinson           |                       | 05:00                                          | 57,26                                          |
| 41             | 6.09.1997  | Warstein (Niemcy)               | 11     | Jonathan Harris, Andrew Wilkinson          |                       |                                                | 770,10                                         |
| 41             | 6.09.1997  | Warstein (Niemcy)               | 14     | Tom Donelly, Colin Wolstenholme            |                       | 14:47                                          | 452,20                                         |
| 42             | 26.09.1998 | Paryż (Francja)                 | X      | Per Lindstrand                             |                       | zawody nie odbyły się ze względu na złą pogodę | zawody nie odbyły się ze względu na złą pogodę |
| 42             | 26.09.1998 | Paryż (Francja)                 | X      | Jonathan Harris, Andrew Wilkinson          |                       | zawody nie odbyły się ze względu na złą pogodę | zawody nie odbyły się ze względu na złą pogodę |
| 42             | 26.09.1998 | Paryż (Francja)                 | X      | Tom Donelly, Colin Wolstenholme            |                       | zawody nie odbyły się ze względu na złą pogodę | zawody nie odbyły się ze względu na złą pogodę |
| 43             | 2.10.1999  | Albuquerque (Stany Zjednoczone) | 8      | Simon Forse, Janet Folkes                  |                       | 28:38                                          | 988,63                                         |
| 43             | 2.10.1999  | Albuquerque (Stany Zjednoczone) | 19     | Tom Donelly, David Sutcliffe               |                       | 15:12                                          | 366,89                                         |
| 44             | 9.09.2000  | Saint-Hubert (Belgia)           | 15     | Tom Donelly, David Sutcliffe               |                       | 23:18                                          | 122,90                                         |
| 45             | 1.09.2001  | Warstein (Niemcy)               | 15     | Tom Donelly, David Sutcliffe               | D-OARH                | 10:23                                          | 152,80                                         |
| 46             | 02.09.2002 | Châtellerault (Francja)         | 12     | Janet Folkes, Colin Butter                 | HB-BJS Motor Colombus | 17:46                                          | 340,17                                         |
| 46             | 02.09.2002 | Châtellerault (Francja)         | 15     | Tom Donelly, David Sutcliffe               | D-OARH                | 07:42                                          | 175,59                                         |
| 47             | 14.09.2003 | Arc-et-Senans (Francja)         | 9      | Janet Folkes, Colin Butter                 | HB-BJS Motor Colombus | 10:13                                          | 518,40                                         |
| 48             | 29.08.2004 | Thionville (Francja)            | 14     | Tom Donelly, David Hempleman-Adams         | G-BWOK                | 16:15                                          | 711,86                                         |
| 48             | 29.08.2004 | Thionville (Francja)            | 16     | Janet Folkes, Colin Butter                 | HB-BJS Motor Columbus | 16:26                                          | 683,59                                         |
| 49             | 2.10.2005  | Albuquerque (Stany Zjednoczone) | 10     | Tom Donelly, Colin Butter                  | G-BWOK                | 23:09                                          | 1064,86                                        |
| 50             | 9.09.2006  | Waasmunster (Belgia)            | 3      | David Hempleman-Adams, Jonathan Mason      | D-OWNT (Warsteiner)   | 63:45                                          | 2204,38                                        |
| 51             | 13.09.2007 | Bruksela (Belgia)               | -      | David Hempleman-Adams, Jordan Rovers-Scott | D-OBCW                | zowody nie odbyły się                          | zowody nie odbyły się                          |
| 51             | 13.09.2007 | Bruksela (Belgia)               | -      | Janet Folkes, Ann Rich                     | D-OCOL Pirat          | zowody nie odbyły się                          | zowody nie odbyły się                          |
| 52             | 6.10.2008  | Albuquerque (Stany Zjednoczone) | 1      | David Hempleman-Adams, Jonathan Mason      | N4054N Lady Luck      | 74:12                                          | 1768,67                                        |
| 52             | 6.10.2008  | Albuquerque (Stany Zjednoczone) | 10     | Simon Forse, Allan Nimmo                   | G-BWOK                | 23:07                                          | 145,19                                         |
| 53             | 4.09.2009  | Genewa (Szwajcaria)             | 6      | Janet Folkes, Ann Rich                     | D-OWNT                |                                                | 1106,40                                        |
| 53             | 4.09.2009  | Genewa (Szwajcaria)             | 11     | David Hempleman-Adams, Simon Carey         | D-OBCW                |                                                | 521,88                                         |
| 54             | 24.09.2010 | Bristol (Wielka Brytania)       | 3      | David Hempleman-Adams, Simon Carey         | G-CGOZ                | 82:31                                          | 2008,90                                        |
| 54             | 24.09.2010 | Bristol (Wielka Brytania)       | 13     | Janet Folkes, Ann Rich                     | D-OWNT Warsteiner     | 36:48                                          | 1037,41                                        |
| 54             | 24.09.2010 | Bristol (Wielka Brytania)       | 17     | Colin Butter, Paul Spellward               | D-OCFT Kandersteg     | 33:34                                          | 916,09                                         |
| 55             | 10.09.2011 | Gap-Tallard (Francja)           | 4      | David Hempleman-Adams, Simon Carey         | G-CGOZ                | 19:43                                          | 581,55                                         |
| 56             | 1.09.2012  | Ebnat-Kappel (Szwajcaria)       | 8      | David Hempleman-Adams, Simon Carey         | G-CGOZ                | 33:48                                          | 849,90                                         |
| 56             | 1.09.2012  | Ebnat-Kappel (Szwajcaria)       | 9      | Christopher Wood, John Rose                | D-OCFT Kandersteg     | 21:14                                          | 760,16                                         |
| 57             | 25.08.2013 | Grand Nancy-Tomblaine (Francja) | 9      | Christopher Wood, John Rose                | D-OCFT Kandersteg     | 23:07                                          | 241,98                                         |
| 57             | 25.08.2013 | Grand Nancy-Tomblaine (Francja) | 13     | Paul Spellward, Clive Bailey               | G-CGOZ Lady Britannia | 14:06                                          | 121,00                                         |
| 58             | 29.08.2014 | Vichy (Francja)                 | 14     | Christopher Wood, John Rose                | D-OBCW Warsteiner     | 19:46                                          | 197,69                                         |
| 60             | 18.09.2016 | Gladbeck (Niemcy)               | 13     | John Rose, Cliver Bailey                   | G-CGOZ                | 33:05                                          | 497,69                                         |
| 60             | 18.09.2016 | Gladbeck (Niemcy)               | 23     | Paul Spellward, Colin Butter               | D-OCFT                | 8:31                                           | 130,94                                         |
| 61             | 8.09.2017  | Fribourg (Szwajcaria)           | 9      | John Edward Rose, Colin Butter             |                       | 37:41                                          | 1139,29                                        |
| 63             | 13.09.2019 | Montbéliard (Francja)           | 15     | John Rose, Ann Rich                        |                       | 22:02                                          | 414,14                                         |
| 66             | 5.10.2023  | Albuquerque (Stany Zjednoczone) | 11     | Deborah (Day) Scholes, John Rose           |                       | 43:53                                          | 1091,91                                        |
| 67             | 14.09.2024 | Münster (Niemcy)                | 20     | Deborah Day, Ann Rich                      | G-GASI                | 24:32                                          | 778,93                                         |